# Hyalobathra inflammata
Hyalobathra inflammata là một loài bướm đêm trong họ Crambidae.